# Ніка Самофракійська

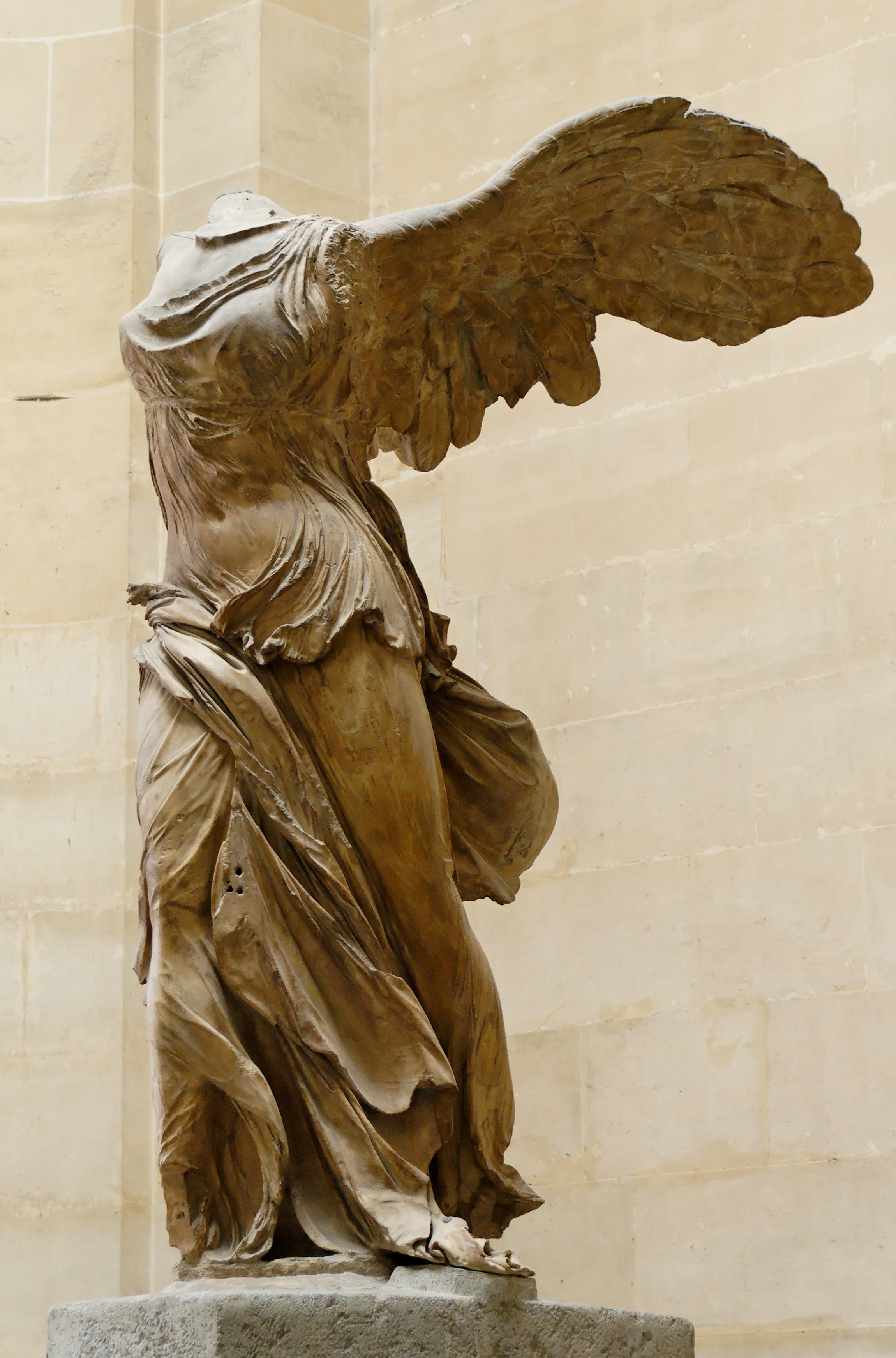
Ніка Самофракійська

Ні́ка Самофракі́йська, або Самотракі́йська (грец. Νίκη της Σαμοθράκης, фр. Victoire de Samothrace), — одна з найвідоміших статуй античної епохи, присвячена богині перемоги на ім'я Ніка. Створена із мармуру у родоській школі скульптури. Зберігається у Луврі (Париж, Франція).
Статуя належить до шедеврів грецької скульптури елліністичної доби й була виготовлена на початку 2 століття до н.е. на острові Родос на честь перемоги, здобутої родосцями над флотом сирійського царя.
Ніка Самофракійська є однією з небагатьох скульптур доби еллінізму, що збереглась до наших часів в оригіналі, а не у вигляді римської копії.
Вона була встановлена на стрімкій скелі над морем, її п'єдестал зображував ніс бойового корабля. Могутня й поважна Ніка в одязі, що розвивається від вітру, представлена в нестримному русі вперед. Крізь тонкий прозорий хітон просвічується прекрасна фігура, яка вражає глядача пластикою пружного і сильного тіла. Впевнений крок богині і гордий помах орлиних крил народжують почуття радісної та урочистої перемоги.

## Історія знахідки
Статуя знайдена на грецькому острові Самотракі на території кладовища кабірів у квітні 1863 року французьким консулом і археологом-любителем Шарлем Шампуазо. Того ж року вона була відправлена до Франції. В наш час[коли?] Ніка Самофракійська знаходиться на сходах Дару галереї Денон в Луврі. Код: Ma 2369. З 3 вересня 2013 року статую крилатої богині було перенесено в сусідній зал для проведення необхідних реставраційних робіт з очищення скульптури, яка була виконана з різних видів мармуру. Одночасно з реставрацією Ніки Самофракійської будуть проведені і відновлювальні роботи сходин Дару, які ведуть до статуї, сходами щорічно користувалося близько 7 мільйонів відвідувачів. Загальний бюджет відновлювальних робіт становить 4 мільйони євро, які музей сподівався зібрати в ході проведення акції «Всі меценати». Під час акції Лувр зібрав 5 мільйонів євро завдяки приватним пожертвуванням в рамках кампанії «Всі меценати». В акції взяло участь близько 6700 осіб, які зробили внески від 1 до 8500 євро. Ніка Самофракійська буде знову виставлена на огляд громадськості влітку 2014 року, в той час, як відновлення сходів буде завершено в березні 2015 року.